# 안선진
안선진(1975년 11월 19일 ~ )은 대한민국의 축구 감독이다. 선수 시절 포지션은 미드필더였다.